# Mrkonjić Grad
Mrkonjić Grad je mesto in središče istoimenske občine na zahodu Bosne in Hercegovine.

## Zemljepis
Mrkonjić Grad leži v dolini na povprečni nadmorski višini 591 metrov. Obkrožajo ga planine Lisina, Dimitor, Čemernica, Manjača in Ovčara. Skozi mesto teče rečica Crna rijeka, pritok Vrbasa. Oddaljeno je dobrih 20 kilometrov od Jajca in od Banjaluke dobrih 55 kilometrov.
Leži na križišču pomembnih prometnic Jajce–Bihać in Mrkonjić Grad (Rogolji)–Glamoč–Split. Nedaleč od mesta leži priljubljena izletniška točka Balkana.

## Zgodovina
Prvi znaki človeške naselitve na območju današnjega Mrkonjić Grada so stari 2500 let. V času Rimskega cesarstva je tod potekala prometna povezava med Dalmacijo in Panonijo in ob njej naselje Leusaba na mestu današnjega Mrkonjić Grada.
Začetki današnjega mesta segajo v leto 1593, ko je kizlar aga Mustafa, rojen v bližini, tod postavil svoj vakuf. Kraj se je spočetka imenoval Jenidže Jajce (Novo Jajce), pozneje Varcarev Vakuf in nato Varcar Vakuf. Današnje ime je dobil leta 1924 po prvem kralju Srbov, Hrvatov in Slovencev Petru I. Karađorđeviću, ki se je v bosansko-hercegovski vstaji 1875–78 boril pod vzdevkom »Petar Mrkonjić«.
S 25. na 26. novembra 1943 je v Mrkonjić Gradu potekalo prvo zasedanje Državnega protifašističnega sveta narodne osvoboditve Bosne in Hercegovine (ZAVNOBiH), na katerem so utemeljili Bosno in Hercegovino kot enakopravno republiko znotraj nove Jugoslavije.
V vojni v Bosni in Hercegovini je bilo mesto pod srbskim nadzorom do oktobra 1995, ko ga je zavzela hrvaška vojska. Po daytonskem sporazumu je pripadlo Republiki Srbski.

## Prebivalstvo
Po podatkih popisa prebivalstva leta 1991 je v mestnem naselju Mrkonjić Grad živelo 8422 prebivalcev, do popisa leta 2013 pa je število padlo na 7371. Po etnični sestavi je mesto pretežno srbsko.
| . Mrkonjić Grad, popis 1991; skupaj 8422 Srbi 5945 (70,6 %) Muslimani 1450 (17,2 %) Hrvati 354 (4,2 %) Jugoslovani 470 (5,6 %) drugi in neznano 203 (2,4 %) | . Mrkonjić Grad, popis 2013; skupaj: 7371 Srbi 7130 (96,7 %) Bošnjaki 115 (1,6 %) Hrvati 52 (0,7 %) drugi in neznano 74 (1,0 %) |

## Občina
Občina Mrkonjić Grad poleg samega Mrkonjić Grada zajema še 37 naselij: Baljvine, Bjelajce, Brdo, Dabrac, Donja Pecka, Donja Podgorja, Donji Baraći, Donji Graci, Dubica, Gerzovo, Gornja Pecka, Gornja Podgorja, Gornji Baraći, Gornji Graci, Gustovara, Jasenovi Potoci, Kopljevići, Kotor, Liskovica, Magaljdol, Majdan, Medna, Mlinište, Oćune, Okandžije, Orahovljani, Podbrdo, Podorugla, Podrašnica, Stupari, Surjan, Šehovci, Šibovi, Trijebovo, Trnovo, Ubavića Brdo, Vlasinje.
Po popisu 2013 ima občina skupno 16.671 prebivalcev, ki so pretežno srbske narodnosti (96 %).